# Vardane II
Vardane II di Partia (fl. I secolo) è stato un sovrano partico, figlio di Vologase I. Fu per breve tempo re di parte dell'Impero dei Parti.
Si ribellò al padre dal 55 al 58 circa e probabilmente occupò l'Ecbatana. Non si sa nient'altro su di lui.